# 易腐货物
易腐货物亦称“冷藏货物”。在运输、保管过程中须保持一定低温，以防腐烂、变坏的货物。主要分动物性和植物性两大类。按所须保持的低温状态，则可分为冷冻(冻肉、冰蛋等)和非冰冻(鲜水果、鲜蛋等)易腐货物。